# Siri Häggmark
Siri Ingeborg Kristina Häggmark, född Dahlin 16 april 1920 i Alsens församling i Jämtlands län, död 22 maj 2009 i Solna, var en moderat riksdagsledamot för Bohuslän 1979–1988.
Häggmark, som var folkskollärardotter, tog realexamen 1940, sjuksköterskeexamen 1945, arbetade vid Karolinska sjukhuset 1945–1948, vid Falu lasarett 1948-1950, tog distriktssköterskeexamen 1952, var distriktssköterska i Malung och Lima 1952–1956, på Tjörn 1956–1979 och genomgick Nordiska hälsovårdshögskolan 1969–1970. Hon var ordförande för Moderata kvinnoförbundet i Bohuslän 1977–1980.
I april 1978 tillträdde Häggmark som kommunfullmäktiges ordförande i Tjörns kommun, den första kvinnan att inneha den posten. Hon valdes in i riksdagen året därpå.
Inför valet 1988 uppstod en konflikt inom Moderaterna i Tjörns kommun som ledde till att en grupp moderater skapade en alternativ lista kallad Kommunalt alternativ som toppades av Häggmark. Häggmark valdes in i kommunfullmäktige för det nya partiet och lämnade Moderaterna.